# Orophea clemensiana
Orophea clemensiana är en kirimojaväxtart som beskrevs av Keßler. Orophea clemensiana ingår i släktet Orophea och familjen kirimojaväxter. Inga underarter finns listade i Catalogue of Life.